# Cacistocràcia
Cacistocràcia (/kə.sis.tuˈkɾa.si.ə/), del grec κάκιστος (kàkistos), ‘el pitjor’ i κράτος (kratos), ‘govern’, és un terme utilitzat en l'anàlisi i crítica política per designar un govern format pels més ineptes (els més incompetents, els menys qualificats i els més cínics) d'un determinat grup social.
La paraula es va fer servir per primer cop al segle xvii i amb un cert ús al segle xix, però és a principis del segle xxi quan s'ha estès la seva utilització als mitjans, sobretot lligada a la crítica dels governs populistes que han proliferat en diferents parts del món.